# Matchroom Professional Championship 1987
Die Matchroom Professional Championship 1987, auch Matchroom Trophy 1987, war ein professionelles Snooker-Einladungsturnier, das im Oktober 1987 im Rahmen der Saison 1987/88 in Cliffs Pavillon im englischen Southend-on-Sea ausgetragen wurde. Sieger wurde der Nordire Dennis Taylor, der im Finale Titelverteidiger Willie Thorne besiegte. Taylor spielte mit einem 141er-Break auch das höchste Break des Turnieres.

## Preisgeld
Das Turnier wurde vom Management-Unternehmen Matchroom Sport promotet. Mit 125.000 Pfund Sterling an Preisgeldern gehörte es zu den am besten dotierten Turnieren der Saison.
|                 | Preisgeld |
| --------------- | --------- |
| Sieger          | 50.000 £  |
| Finalist        | 25.000 £  |
| Halbfinalist    | 12.500 £  |
| Viertelfinalist | 7.500 £   |
| Höchstes Break  | 2.500 £   |
| Insgesamt       | 125.000 £ |

## Turnierverlauf
Es nahmen sieben Spieler teil, die alle bei Matchroom Sport unter Vertrag standen. Titelverteidiger Willie Thorne war direkt für das Halbfinale gesetzt, die restlichen Teilnehmer begannen das im K.-o.-System ausgetragene System im Viertelfinale. Viertel- und Halbfinale fanden im Modus Best of 11 Frames statt, das Finale wurde wieder im Modus Best of 19 Frames ausgetragen.

|  | Viertelfinale Best of 11 Frames | Viertelfinale Best of 11 Frames |               |   | Halbfinale Best of 11 Frames | Halbfinale Best of 11 Frames |  |  | Finale Best of 19 Frames | Finale Best of 19 Frames |
|  |                                 |                                 |               |   |                              |                              |  |  |                          |                          |
|  | Willie Thorne                   | kl.                             |               |   |                              |                              |  |  |                          |                          |
|  | Freilos                         | –                               |               |   |                              |                              |  |  |                          |                          |
|  | Freilos                         | –                               | Willie Thorne | 6 |                              |                              |  |  |                          |                          |
|  |                                 |                                 | Willie Thorne | 6 |                              |                              |  |  |                          |                          |
|  |                                 | Neal Foulds                     | 5             |   |                              |                              |  |  |                          |                          |
|  | Neal Foulds                     | Neal Foulds                     | 5             | 6 |                              |                              |  |  |                          |                          |
|  | Neal Foulds                     |                                 |               | 6 |                              |                              |  |  |                          |                          |
|  | Terry Griffiths                 | 2                               |               |   |                              |                              |  |  |                          |                          |
|  |                                 |                                 | Willie Thorne | 3 |                              |                              |  |  |                          |                          |
|  |                                 | Dennis Taylor                   | 10            |   |                              |                              |  |  |                          |                          |
|  | Steve Davis                     | 6                               |               |   |                              |                              |  |  |                          |                          |
|  | Tony Meo                        | 5                               |               |   |                              |                              |  |  |                          |                          |
|  | Tony Meo                        | 5                               | Steve Davis   | 3 |                              |                              |  |  |                          |                          |
|  |                                 |                                 | Steve Davis   | 3 |                              |                              |  |  |                          |                          |
|  |                                 | Dennis Taylor                   | 6             |   |                              |                              |  |  |                          |                          |
|  | Dennis Taylor                   | Dennis Taylor                   | 6             | 6 |                              |                              |  |  |                          |                          |
|  | Dennis Taylor                   |                                 |               | 6 |                              |                              |  |  |                          |                          |
|  | Jimmy White                     | 2                               |               |   |                              |                              |  |  |                          |                          |

### Finale
Willie Thorne hatte in seiner Halbfinalpartie gegen Neal Foulds Probleme und erkämpfte sich den Finaleinzug erst im Decider, wogegen Dennis Taylor zumindest nicht allzu viele Probleme auf seinem Weg ins Finale hatte. Tatsächlich war es auch Taylor, der das Finale spielerisch prägte. Er ging schnell mit 0:5 und 1:7 in Führung, einen Rückstand, den Thorne nicht mehr einholen konnte. Am Ende stand es 3:10 für den Ex-Weltmeister aus Nordirland.
| Finale: Best of 19 Frames Cliffs Pavillon, Southend-on-Sea, England, Oktober 1987                                                |                |               |
| Willie Thorne | 3:10           | Dennis Taylor |
| 45:102 (75), 23:66, 62:64, 29:64 (64), 35:71, 124:8 (98), 60:69, 53:68, 69:58, 4:103, 47:84 (84), 81:36, letzter Frame unbekannt |                |               |
| 98 | Höchstes Break | 83            |
| – | Century-Breaks | –             |
| 1 | 50+-Breaks     | 3             |

## Century Breaks
Zwei Spielern gelangen während des Turnieres insgesamt drei Century Breaks:
- Dennis Taylor: 141, 119
- Steve Davis: 104